# Sorry for Party Rocking
Sorry for Party Rocking ist das zweite Studioalbum des amerikanischen Duos LMFAO. Es wurde am 21. Juni 2011 vom Label Interscope Records veröffentlicht und ist das 2. Album der Band. Musikalisch ist es vor allem durch Hip-Hop und Electro Hop geprägt. Es konnte in vielen Ländern die Charts erreichen und ist das bisher kommerziell erfolgreichste Album von LMFAO.

## Kritische Rezeption
Sorry for Party Rocking erhielt mittelprächtige Kritiken von Musikkritikern. Die Bewertung des Albums betrug 47 von 100 Punkten auf Metacritic. Der britische Guardian vergab , die Zeitschrift Rolling Stone verteilte  und Allmusic urteilte mit , was die beste Wertung darstellte.
- Josh Bush von Allmusic erteilte eine wohlwollende Kritik, er schrieb über das Album: „Es hat LMFAO bestimmt nicht geschadet, am weltweiten Smash-Hit David Guettas, Gettin' Over You, beteiligt zu sein, der Quality time in Frankreich und im Vereinigten Königreich auf dem ersten Platz verbrachte, obwohl das Duo im Europop, im Synthie Pop und in hörenswerten Riffs versiert war. Ihr zweites Album, Sorry for Party Rocking, erscheint genau zum richtigen Zeitpunkt und verfügt über die richtige Mischung aus Energie und Humor und ist zudem ein überraschend ehrlicher Beitrag.“ Die Zeitschrift hob besonders die Lieder Sorry for Party Rocking, Party Rock Anthem und Champagne Showers positiv hervor.[5]
- Billboard sagte vor der Vorstellung des Albums: LMFAO „tue es natürlich nicht leid, die Party zum Beben zu bringen.“ Doch das zweite Album des Dance Music Duos sei „ausgefeilter und experimenteller als das Debütalbum aus dem Jahr 2009, Party Rock“.[6]
- The Rolling Stone begann die Rezension mit einem Kompliment: Mc-Djs Redfoo und Sky Blu lieferten „ausgefeilten Hip-Hop“ ab, aber der Rolling Stone bemängelte den Hip-Hop auch als „wirklich dumm“, weil der Rap „Mädchen, denen man den Hintern versohlt“ und „Baden in Champagner“ thematisiere und unterlegt sei „mit einer billigen Imitation der Synthesizerklänge der 1980er Jahre und stampfenden Beats“[3]
- Die britische Musikzeitschrift NME war besonders vernichtend in ihrer Kritik und verweigerte die jegliche Punktevergabe, sodass die Wertung 0 von 10 Punkten lautete. Sam Wolfson drosch auf die Texte ein und wetterte: „Die Gruppe LMFAO hat gewusst, welchen Schmerz sie der Welt damit zufügen würde und tat es trotzdem.“ Als weitere Kritikpunkte am Album beschrieb Sam Wolfson: Er hielt die „hartnäckige und aggressive Frauenfeindlichkeit“ auf dem Album zwar für „nervtötend“, hob aber hervor, dass er Texte und Musik ihrer Lieder als noch schlimmer einschätzte, sie seien „so idiotisch, dass einem, wenn man eine Dose Buchstabensuppe äße, intelligentere Texte mit einer ansprechenderen Melodie ausscheiden könnte.“[7]

Überdies gab es auch negative Rückmeldungen zum Rap und zu den Dance Beats auf dem Album:
- Entertainment Weekly äußerte negative Kritik am Album, indem es den Rap als „wirklich grässlich“ abqualifizierte und ihm eine negative Wirkung auf die „sonst zum Brüllen komische Musik“ unterstellte, die dadurch zum „chaotischen, nervenden Füllstoff“ mutiere.[8]

## Titelliste
1. Rock the Beat II (feat. Redline) – 1:53
2. Sorry for Party Rocking – 3:23
3. Party Rock Anthem (feat. Lauren Bennett & GoonRock) – 4:21
4. Sexy and I Know It – 3:19
5. Champagne Showers (feat. Natalia Kills) – 4:23
6. One Day – 3:17
7. Take It to the Hole (feat. Busta Rhymes) – 3:35
8. Best Night (feat. will.i.am, GoonRock, & Eva Simons) – 4:58
9. All Night Long (feat. Lisa) – 3:46
10. With You – 4:13

(Deluxe-Edition)
1. Put that A$$ to Work – 3:55
2. We Came Here to Party (feat. GoonRock) – 3:45
3. Reminds Me of You (mit Calvin Harris) – 3:46
4. Hot Dog – 2:26

## Singles
| Jahr | Titel                   | Höchstplatzierung, Gesamtwochen, AuszeichnungChartplatzierungen (Jahr, Titel, , Platzierungen, Wochen, Auszeichnungen, Anmerkungen) | Höchstplatzierung, Gesamtwochen, AuszeichnungChartplatzierungen (Jahr, Titel, , Platzierungen, Wochen, Auszeichnungen, Anmerkungen) | Höchstplatzierung, Gesamtwochen, AuszeichnungChartplatzierungen (Jahr, Titel, , Platzierungen, Wochen, Auszeichnungen, Anmerkungen) | Höchstplatzierung, Gesamtwochen, AuszeichnungChartplatzierungen (Jahr, Titel, , Platzierungen, Wochen, Auszeichnungen, Anmerkungen) | Höchstplatzierung, Gesamtwochen, AuszeichnungChartplatzierungen (Jahr, Titel, , Platzierungen, Wochen, Auszeichnungen, Anmerkungen) | Anmerkungen                                                           |
| Jahr | Titel                   | DE | AT | CH | UK | US | Anmerkungen                                                           |
| ---- | ----------------------- | --- | --- | --- | --- | --- | --------------------------------------------------------------------- |
| 2011 | Party Rock Anthem       | DE1 (57 Wo.)DE | AT1 (53 Wo.)AT | CH1 (54 Wo.)CH | UK1 (71 Wo.)UK | US1 (68 Wo.)US | Erstveröffentlichung: 25. Januar 2011 feat. Lauren Bennett & GoonRock |
| 2011 | Champagne Showers       | DE41 (5 Wo.)DE | AT18 (11 Wo.)AT | CH56 (12 Wo.)CH | UK32 (15 Wo.)UK | — | Erstveröffentlichung: 27. Mai 2011 feat. Natalia Kills                |
| 2011 | Sexy and I Know It      | DE8 (35 Wo.)DE | AT7 (41 Wo.)AT | CH7 (38 Wo.)CH | UK5 (59 Wo.)UK | US1 (42 Wo.)US | Erstveröffentlichung: 12. September 2011                              |
| 2012 | Sorry for Party Rocking | — | AT22 (10 Wo.)AT | CH43 (9 Wo.)CH | UK23 (14 Wo.)UK | US49 (11 Wo.)US | Erstveröffentlichung: 9. Januar 2012 Verkäufe: + 585.000              |

## Kommerzieller Erfolg

### Chartplatzierungen
| ChartsChartplatzierungen       | Höchstplatzierung | Wochen |
| ------------------------------ | ----------------- | ------ |
| Deutschland (GfK)              | 19 (32 Wo.)       | 32     |
| Österreich (Ö3)                | 11 (39 Wo.)       | 39     |
| Schweiz (IFPI)                 | 13 (59 Wo.)       | 59     |
| Vereinigte Staaten (Billboard) | 5 (63 Wo.)        | 63     |
| Vereinigtes Königreich (OCC)   | 8 (62 Wo.)        | 62     |

| ChartsJahrescharts (2011)      | Platzierung |
| ------------------------------ | ----------- |
| Schweiz (IFPI)                 | 72          |
| Vereinigte Staaten (Billboard) | 132         |

| ChartsJahrescharts (2012)      | Platzierung |
| ------------------------------ | ----------- |
| Schweiz (IFPI)                 | 63          |
| Vereinigte Staaten (Billboard) | 28          |
| Vereinigtes Königreich (OCC)   | 51          |

### Auszeichnungen für Musikverkäufe
| Land/Region                  | Auszeichnungen für Musikverkäufe (Land/Region, Auszeichnung, Verkäufe) | Verkäufe  |
| ---------------------------- | ---------------------------------------------------------------------- | --------- |
| Australien (ARIA)            | 4× Platin                                                              | 280.000   |
| Belgien (BRMA)               | Gold                                                                   | 15.000    |
| Dänemark (IFPI)              | Gold                                                                   | 10.000    |
| Deutschland (BVMI)           | Gold                                                                   | 100.000   |
| Frankreich (SNEP)            | 2× Platin                                                              | 200.000   |
| Irland (IRMA)                | Gold                                                                   | 7.500     |
| Japan (RIAJ)                 | Gold                                                                   | 100.000   |
| Kanada (MC)                  | 2× Platin                                                              | 160.000   |
| Kolumbien (ASINCOL)          | Gold                                                                   | 5.000     |
| Mexiko (AMPROFON)            | Platin                                                                 | 60.000    |
| Neuseeland (RMNZ)            | 3× Platin                                                              | 45.000    |
| Österreich (IFPI)            | Platin                                                                 | 20.000    |
| Polen (ZPAV)                 | Gold                                                                   | 10.000    |
| Schweden (IFPI)              | Gold                                                                   | 20.000    |
| Schweiz (IFPI)               | Gold                                                                   | 15.000    |
| Singapur (RIAS)              | Gold                                                                   | 5.000     |
| Venezuela (APFV)             | Platin                                                                 | 10.000    |
| Vereinigte Staaten (RIAA)    | Gold                                                                   | 500.000   |
| Vereinigtes Königreich (BPI) | Platin                                                                 | 300.000   |
| Insgesamt                    | 11× Gold · 15× Platin ·                                                | 1.852.500 |